# Andrew Voidovius
Andrew Voidovius, latinizzazione di Wojdowski (1565 circa – 1625 circa), è stato un religioso polacco.

## Biografia
Poco si sa di questo unitariano: studiò a Strasburgo, dove fu in stretta relazione con Valentin Schmalz. In una lettera indirizzatagli il 9 agosto 1595 il Socino, conosciuta la sua intenzione di recarsi in Germania, lo invita a rimanere in Polonia per svolgervi la sua attività evangelica.
Nel 1598 andò con Christopher Ostorodt a Leida per visitare alcuni amici polacchi che studiavano nell'Università di quella città e farvi proselitismo, ma il Consiglio cittadino li espulse, non prima, però, che avessero convinto delle loro tesi antitrinitarie Ernst Soner.  Sembra anche che avessero avuto contatti con Jacob Arminius, per quanto questi non possa essere considerato un sociniano.
Tornato in Polonia, continuò nella sua opera di diffusione dell'unitarianismo: in una di queste occasioni, avvenuta il 20 gennaio 1611, alcuni studenti del Collegio gesuita di Cracovia, dopo averlo picchiato, lo spogliarono e lo gettarono nel fiume gelato.
Voidovius fu pastore dei Fratelli Polacchi a Lublino e a Raków. Sposò la figlia di Matthaeus Radecius, che morì il 15 settembre 1621. Come non si conosce la data e il luogo della sua nascita, così non si hanno informazioni precise sulla sua morte, che potrebbe essere avvenuta intorno al 1625, anno della pubblicazione della sua Dissertazione sulle visioni apocalittiche.

## Scritti
- Idea su Dio e Cristo e altre materie della religione cristiana
- Note sulla Storia della morte di Michele Serveto di Peter Hyperphrogenus
- Apologia contro il decreto di espulsione del Consiglio di Leiden (con Christopher Ostorodt)
- Compendio della dottrina cristiana (con Christopher Ostorodt)
- Dissertazione sulle visioni apocalittiche
- Elenchus Locorum Scripturae S. Vet. et N. T. quae pro asserenda SS. Trinitate et aeterna Filii Dei Deitate adferuntur, per contrarias Patrum et Doctorum tam Romanae, quam Augustanae et Reformatae Ecclesiae Interpretationes, conosciuto con diversi titoli: Andrew Voidovius Triadomachia, in qua ex variis Auctoribus Trinitariorum, et eorum Interpretationibus Locorum S. Scripturae in Speciem huie Errori faventium, verum Sensum et Interpretationem collegit, oppure Sylloge Locorum de Trinitate.

## Fonti
- (FR) Sito dei Fratelli cristiani unitariani, su site.voila.fr. URL consultato il 29 luglio 2009 (archiviato dall'url originale il 22 luglio 2009).